# 贝利蒙特杜尔赫利
贝利蒙特杜尔赫利，是西班牙加泰罗尼亚莱里达省的一个市镇。 总面积5平方公里，总人口237人（2001年），人口密度47人/平方公里。